# Potosinae
Potosinae vormen een van de twee onderfamilies van de familie kleine beren (Procyonidae). 
De onderfamilie bestaat uit 2 geslachten:
- Rolstaartberen (Potos)
- Slankberen (Bassaricyon)